# Антонини
Антонини, односно Антонинска династија, означава шесторицу римских царева, који су владали од убиства Домицијана 96. године н. е. до убиства Комода 192. године, премда су заправо само три последња цара били прави Антонини.
- Нерва (96—98.)
- Трајан (98―117.), посинак Нервин
- Хадријан (117―138.), рођак и затим посинак Трајанов
- Антонин Пије (138―161.), посинак Хадријанов
- Марко Аурелије (161―180.), посинак Антонина Пија
- Комод (180―192.), син Марка Аурелија

Међу Антонине обично се убраја и Луције Вер (161―169.), који је неко време био савладар Марка Аурелија.
Године 138. цар Хадријан је на самрти Антонија Пија посинио и именовао својим наследником под условом да Антонин посини Марка Аурелија и Луција Вера. Након што је Хадријан умро, Антонин је започео своју мирну и благу владавину, трудећи се да поштује уставне оквире принципата какве их је установио још Октавијан Август те добровољно делећи своју власт с римским сенатом. Исту је политику наставио и његов посинак Марко Аурелије. 
Нерва, Трајан, Хадријан, Антонин Пије и Аурелије познати су у историји као »Пет добрих царева«, а њихова владавина често се сматра врхунцем Римског царства. Аурелијев рођени син Комод, међутим, успео је да доведе до краја линију »Петорице добрих царева« и уништи »римски мир«  који је био успостављен више од два века раније.